# Walter Strutz
Walter Strutz (né le 13 septembre 1948 à Mayence) est un homme politique allemand (FDP). De 2009 à 2011 il fut député au Landtag de Rhénanie-Palatinat.

## Biographie
Walter Strutz est le frère aîné de Harald Strutz (de). Il a grandi dans ce qui est actuellement le quartier Mainz-Hartenberg-Münchfeld, où son père dirigeait les affaires de Pommersche Saatzucht. Il a suivi la voie politique de son père, dont il porte le prénom, et qui a été président de la section de Mayence du FDP et, à partir de 1951, président du Mainz 05. Dès 1967, il est président de l'organisation Wirtschaftsjunioren Deutschland (de) en Rhénanie-Palatinat. Il accomplit son service militaire juste après son diplôme obtenu en 1970 et jusqu'en 1971. Il a ensuite travaillé jusqu'en 1974 comme rédacteur bénévole au journal Allgemeinen Zeitung Mainz.
La même année, il rejoint le FDP et devient le porte-parole du groupe parlementaire du FDP ainsi que de l'organisation régionale du FDP, ce qu'il a été jusqu'en 1983. En 1979 il quitte Mainz-Gonsenheim, pour s'installer avec sa famille à Stadecken-Elsheim. Il serte ensuite jusqu'en 1987 à la Chancellerie d'État de Rhénanie-Palatinat (de). De 1989 à 2004 il est président de district du FDP à Mainz-Bingen. De 1988 à 1991 il est porte-parole du gouvernement dans le Cabinet Wagner et ensuite, de 1992 à 2004, il est chef-adjoint de département du ministère de l'Économie, du Transport, de l'Agriculture et de la Viticulture (de), où il devient secrétaire d'État de Hans-Artur Bauckhage (de) de 2004 à 2006. De 2000 à 2006, il est président de district du FDP pour l'ensemble Hessenberg-Vorderpfalz. En 2000, il rejoint le comité exécutif du FDP pour le Land.
Les trois années qui suivent sa retraite du poste de secrétaire d'État, il travaille comme PDG de Mittel- und Osteuropazentrum Rheinland-Pfalz GmbH. Puis il déménage en 2009 pour succéder au député Jürgen Creutzmann au Landtag de Rhénanie-Palatinat. Là, il est vice-président de la commission pour la protection des données, et participe au Comité pour l'agriculture et la viticulture. En plus de son mandat, il est PDG de Rheinhessen-Energie GmbH jusqu'en 2010. Il n'est pas réélu lors des élections de 2011.
Walter Strutz est président du Rheinhessen Marketing, un club qui contribue à la renommée des entreprises de la Hesse rhénane. Le 17 avril 2012 il remplace Klaus Hammer (de) comme Citymanager du club Mainz City Management.

## Source de la traduction
- (de) Cet article est partiellement ou en totalité issu de l’article de Wikipédia en allemand intitulé « Walter Strutz » (voir la liste des auteurs).